# Resolució 197 del Consell de Seguretat de les Nacions Unides
La Resolució 197 del Consell de Seguretat de les Nacions Unides, aprovada per unanimitat el 30 d'octubre de 1964, després d'examinar l'aplicació de Zàmbia per a ser membre de les Nacions Unides, el Consell va recomanar a l'Assemblea general que Zàmbia fos admesa.